# PopXport – Das Deutsche Musikmagazin
PopXport – Das deutsche Musikmagazin ist das Musikmagazin der Deutschen Welle, dem Auslandsrundfunk der Bundesrepublik Deutschland. Die Sendung kann im Programm von DW weltweit empfangen werden. Zusätzlich übernimmt eine Partnerstation die deutsche und 30 die englische Sendung (PopXport – The German Music Magazine). Von Februar 2012 bis Juni 2015 gab es auch eine spanische Ausgabe mit dem Titel "popXtra – El magacín de musica alemana". Das Magazin präsentiert populäre Musik aus Deutschland.

## Ausstrahlung
Die halbstündige Sendung wird auf DW wöchentlich in einer deutschen und einer englischen Fassung gezeigt und mehrfach wiederholt. So erreicht das Magazin alle Zielregionen der Deutschen Welle zur jeweiligen Hauptsendezeit. Online ist das Magazin auf der Sendungsseite von PopXport sowie auf den Musikseiten der DW verfügbar.

## Moderatoren
Kate Müser, Levina Lueen, Markus Schultze und Benedikt Amara moderieren im Wechsel die deutsche Ausgabe. Ehemalige Moderatorinnen sind Catherine Vogel, Anastasia Zampounidis, Janin Ullmann, Nadine Vasta, Nicole Frölich, Sarah Hofmann und Ricardo Grijalva.

## Inhalt
PopXport – Das Deutsche Musikmagazin stellt herausragende Interpreten und Bands aus Deutschland vor, zeigt die neuesten Trends und berichtet über wichtige Musikveranstaltungen. In jeder Ausgabe präsentiert PopXport Videoclips von aktuellen Hits und Popklassikern in voller Länge. Außerdem in jeder Sendung: ein Überblick über die neuesten Veröffentlichungen, Kurzmeldungen aus der deutschen Musikszene und ein Quiz.

### Aktuelle Rubriken
- PopXport hit präsentiert einen Song, der es mindestens in die Top 20 der deutschen Charts geschafft hat.
- PopXport tipp spielt einen aktuellen Titel mit Chartpotential in voller Länge.
- PopXport kult zeigt einen Popklassiker aus Deutschland, der auch international erfolgreich war.
- PopXport neu bietet einen Überblick über interessante Neuerscheinungen.
- PopXport szene fasst Nachrichten aus Deutschlands Musikszene zusammen.
- PopXport quiz zeigt einen Videoclip-Ausschnitt, zu dem eine Frage gestellt wird. Unter den Einsendungen mit der richtigen Antwort werden CDs und DVDs verlost.

### Serien
In der Serie Die nächste Generation präsentiert popXport seit 2009 jeden Monat einen Nachwuchs-Act aus Deutschland, der von der Initiative Musik unterstützt wird. In der zwölfteiligen Serie Grenzenlos Pop wurden zwischen Oktober 2015 und März 2016 deutsche Musiker mit Migrationshintergrund porträtiert. In der 13-teiligen Ranking-Show PopXport ranking hat die Redaktion die international erfolgreichsten Musik-Acts aus Deutschland vorgestellt. Ab Mai 2017 widmet sich Sendereihe PopXport spezial berühmten Bands und Interpreten aus Deutschland. In der preisgekrönten Serie Nachwuchsbands im Porträt (WorldFest International Film Festival Houston) stellt popXport Bands und Künstler vor, die von der Initiative Musik unterstützt werden.

## Preise
PopXport hat zahlreiche internationale Fernsehpreise gewonnen. Bereits zweimal ist die Sendung beim WorldFest International Film Festival Houston mit einem Remi-Award in Gold ausgezeichnet worden. Bei den New York Festivals hat das PopXport-Design ein Certificate of Excellence erhalten.

## Kooperationen
Seit 2009 ist PopXport Medienpartner der Initiative Musik, der Fördereinrichtung der Bundesregierung für die Musikwirtschaft in Deutschland. Mit der Popkomm und der Berlin Music Week, dem Branchentreff der internationalen Musikindustrie, gibt es seit 2005 eine Kooperation.